# Nubar Ozanyan
Nubar Ozanyan (en armenio: Նուպար Օզանեան, 1956–2017), también conocido por su nombre de guerra Orhan Bakırcıyan, fue un revolucionario, guerrillero y comandante turco-armenio, que sirvió como comandante y militante del Partido Comunista de Turquía/Marxista-Leninista (TKP/ML) con bajo el cual luchó en diversos conflictos armados y murió en combate contra el Estado Islámico de Irak y el Levante durante la batalla de Al Raqa.

## Biografía
Ozanyan nació en el año 1956 en el seno de una familia armenia pobre en Yozgat, Turquía. Su madre murió cuando él era pequeño, recibió educación primaria y luego se interesó en las teorías de la izquierda y se unió al TKP/ML. Durante el Golpe de Estado en Turquía de 1980, Ozanyan huyó al exilio en Francia donde fue vinculado como uno de los defensores del perseguido actor kurdo Yılmaz Güney. In the late 1980s, Ozanyan joined TKP/ML's military wing, TİKKO. En 1988 se aventuró a viajar hacia Palestina donde se unió al PFLP y luchó junto a ellos contra Israel en la Primera Intifada. Ozanyan también recibió entrenamiento militar en los años 1990 por militantes armenios en el Valle de la Becá, Líbano durante la guerra civil de ese país. Asimismo durante los años 1991 y 1992, en la guerra del Alto Karabaj contra las tropas de Azerbaiyán.
Luego de ese conflicto regresó a la Provincia de Tunceli y empezó a formar parte de la insurgencia maoísta en Turquía. Al mismo tiempo empezó a ascender en los rangos de la organización al punto de convertirse en un miembro importante de la guerrilla, siendo considerado como un importante organizador, ideologista, reclutador, instructor y comandante en el frente de batalla por el partido.
En el año 2013 entrenó a combatientes del TİKKO en el Kurdistán iraquí y en 2015 fue uno de los comandantes del recién formado Batallón Internacional de Liberación (IFB) en Siria, fuerza auxiliar internacionalista de las Unidades de Protección Popular (YPG) y las Unidades Femeninas de Protección (YPJ) en la lucha contra el Estado Islámico. Allí, como comandante e instructor entrenó a muchos voluntarios de todas partes del mundo que se unían a las IFB e inclusive locales kurdos y armenios. 
Mientras combatía intentó que el TKP/ML siga intactas sus actividades en Turquía donde el partido enfrentaba varios problemas como las contra-ofensivas de las Fuerzas Armadas de Turcas que intensificaron su campaña luego de empezar la tercera fase del conflicto kurdo-turco en 2015. A causa de eso, Ozanyan regresó a la provincia de Tunceli por in tiempo entre finales de 2016 e inicios de 2017. Algún día volvió a Siria para continuar sus tareas en el IFB. En el 2017 se encontraba liderando la comandancia del TİKKO para sus operaciones en Siria.
Ozanyan formó parte de la batalla de Raqa para capturar Al Raqa, la autoproclamada capital del Estado Islámico en Siria. Durante esa batalla pierde la vida en combate el 14 de agosto de 2017.

## Muerte
Murió en combate en plena batalla de Al Raqa. Cuando murió Nubar tenía 61 años. 
Las YPG/J y las IFB hicieron una conmemoriación en su honor en la ciudad de Raqa. Fue enterrado en una ceremonia con todos los honores militares en la ciudad de Al Malikiya el 28 de agosto donde cientos de personas asistieron a su funeral. Su muerte fue lamentada por el TKP/ML, el Movimiento Armenio Nor Zartonk, la unidad anarquista IRPGF, el THKP-C/MLSPB, el Partido Marxista-Leninista de Alemania, y el PFLP entre otros.

## Vida personal
Ozanyan podía leer, escribir y hablar turco, armenio y ruso siendo traductor de varios textos y manifiestos izquierdistas..

## Legado
El 24 de abril de 2019 con motivo de conmemoración del genocidio armenio se fundó la primera fuerza militar armenia de las Fuerzas Democráticas Sirias. La unidad recibió el nombre de Brigada del Mártir Nubar Ozanyan en su memoria.